# Van Oldenbarneveltpenning
De Van Oldenbarneveltpenning is de hoogste gemeentelijke onderscheiding van de Nederlandse stad Rotterdam en dateert uit 1941. Johan van Oldenbarnevelt was vanaf 1576 tien jaar pensionaris van Rotterdam en gaf in die tijd een belangrijke aanzet voor de havenontwikkeling. Zijn standbeeld staat voor het stadhuis van Rotterdam.
De penning wordt hooguit eenmaal per jaar toegekend aan een persoon die zeer grote verdiensten voor de stad Rotterdam heeft verricht op het gebied van de wetenschap, de economie, kunst en cultuur of bestuur.

## Winnaars
De Van Oldenbarneveltpenning is onder andere toegekend aan:

### Jaren 1940
- 1946 – Cees van der Leeuw, fabrikant[1]
- 1947 - J.C.J. Bierens de Haan (1867-1951) chirurg; werkte voor Nederlandse Rode Kruis in oorlogsgebieden, en kunstverzamelaar.[2]
- 1948 – Johan Brautigam, vakbondsbestuurder en politicus (onder andere wethouder en gemeenteraadslid van Rotterdam)[3][4]
- 1949 - Daniël George van Beuningen[5]
- 1949 - H.G.J. ter Marsch (1879-1966), directeur van de DIWERO[6]

### Jaren 1950 tot jaren 1990
- 1950 - Karel Paul van der Mandele[7]
- 1952 - Pieter Oud[8]
- 1953 - Willem van der Vorm.[9]
- 1959 – Jacques Dutilh, advocaat, bankier en gemeenteraadslid
- 1961 – Jan Willem Ernste, ingenieur en industrieel
- 1961 – Eduard Flipse, dirigent en componist
- 1963 – Johan Ringers, waterstaatkundig ingenieur en minister
- 1964 – Cornelis van Traa, ingenieur en stedenbouwkundige
- 1971 – Kornelis van der Pols, directeur van de Rotterdamsche Droogdok Maatschappij (RDM), president-directeur van de Rijn-Schelde Groep
- 1977 - Hendrik Jan van Beuningen, koopman, bestuurder en mecenas
- 1978 – Ab Teychiné Stakenburg, van de Scheepvaart Vereniging Zuid
- 1979 – Edo de Waart, orkestdirigent
- 1981 – Henk Lambers, econoom, hoogleraar en rector magnificus Nederlandsche Economische Hogeschool (thans Erasmus Universiteit Rotterdam)
- 1985 – Leo H. Klaassen, van de Stichting Het Nederlands Economisch Instituut
- 1987 – Jan Tinbergen, econoom, hoogleraar en Nobelprijswinnaar
- 1996 – Piet Sanders, jurist, ambtenaar, hoogleraar en kunstverzamelaar
- 1998 – Bram Peper, socioloog, hoogleraar en politicus (oud-minister en oud-burgemeester van Rotterdam, Peper heeft de penning in 2001 teruggestuurd)

### 21ste eeuw
- 2000 – Hans Galjaard, geneticus en hoogleraar
- 2004 – Ruud Lubbers, econoom, ondernemer, politicus (onder andere premier), diplomaat en activist
- 2008 – Valeri Gergiev, dirigent
- 2008 – Ivo Opstelten, burgemeester
- 2013 – Hans Smits, CEO Havenbedrijf Rotterdam
- 2022 – Riek Bakker, stedenbouwkundige en directeur Stadsontwikkeling
- 2023 – Allard Castelein, CEO Havenbedrijf Rotterdam
- 2024 – Ahmed Aboutaleb, burgemeester